# Yes Featuring Jon Anderson, Trevor Rabin, Rick Wakeman
Pour les articles homonymes, voir Anderson.

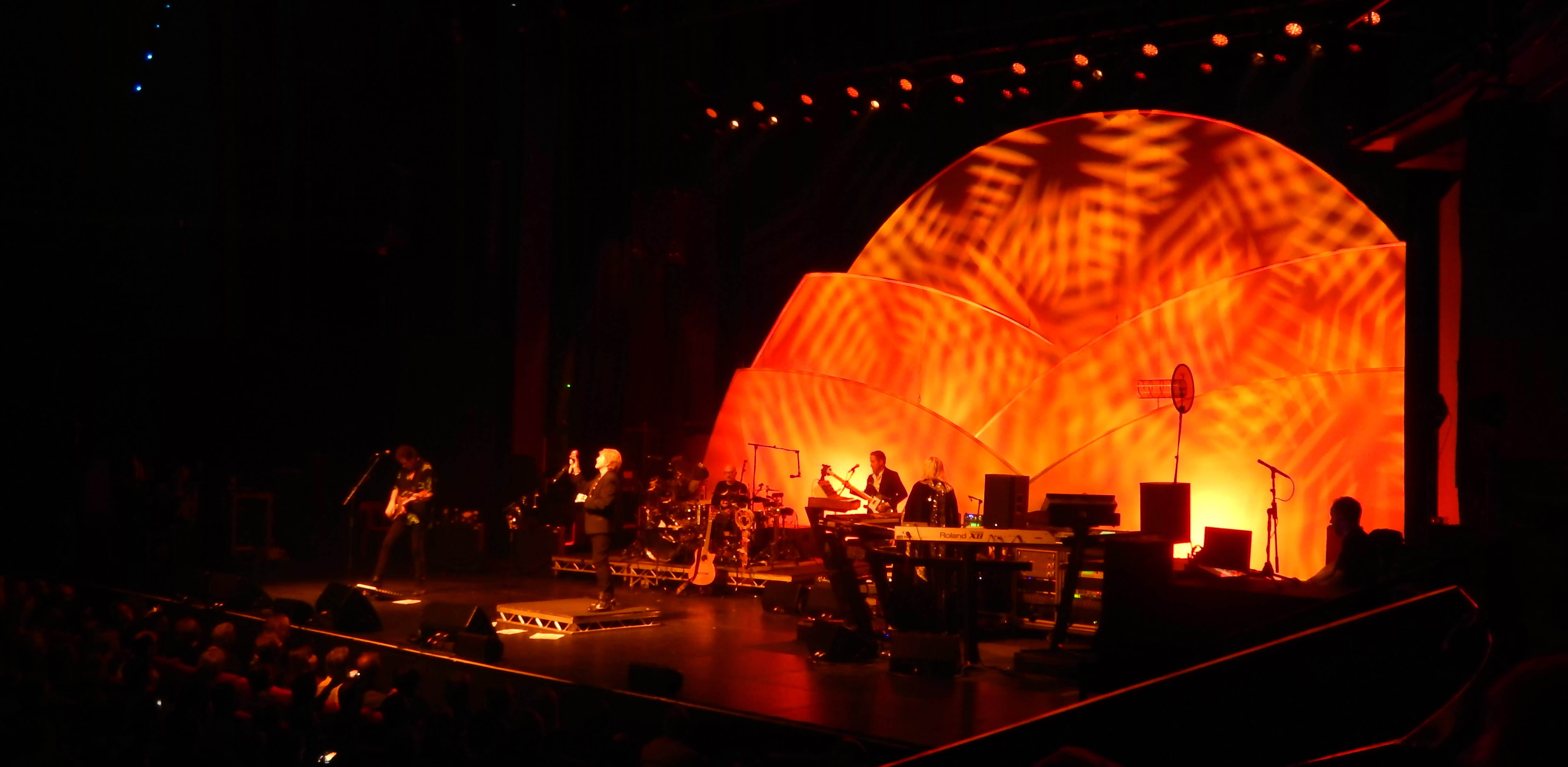
Yes Featuring Jon Anderson, Trevor Rabin, Rick Wakeman, au Cirque Royal de Bruxelles en mars 2017.

Yes Featuring Jon Anderson, Trevor Rabin, Rick Wakeman, est un supergroupe britannique de rock progressif, formé en 2010 par d'anciens musiciens de Yes. Le groupe s'est d'abord appelé ARW avant de changer de nom en 2017 jusqu'à sa séparation l'année suivante. 

## Histoire
Les trois musiciens se connaissent depuis qu'ils ont joué dans différentes formations de Yes, puis sur l'album Union en 1991 suivi de la tournée Union Tour de Yes en 1991-92. Auparavant, Wakeman et Anderson avaient également joué ensemble dans le supergroupe Anderson Bruford Wakeman Howe, constitués aussi d'anciens membres de Yes. Trevor Rabin a aussi joué sur une chanson Never is a Long Long Time sur l'album Return to the Center of the Earth de Rick Wakeman en 1999. Les trois musiciens décident de former un groupe en 2010 qui ne peut pas s'appeler Yes puisque ce groupe existe toujours. Puis le groupe est mis en sommeil, chacun vaquant à ses occupations. En janvier 2016, le groupe annonce une reprise de ses activités toujours sous le nom de Anderson, Rabin, Wakeman (ARW). 
En avril 2017, Yes est induit au Rock and Roll Hall of Fame : à l'issue, les trois membres annoncent leur nouveau nom : Yes Featuring Jon Anderson, Trevor Rabin, Rick Wakeman qui depuis, est inclus dans leurs tournées.
Après une tournée de quatre mois en 2018 pour célébrer le cinquantième anniversaire de Yes, le groupe se dissout.

## Nom du groupe
À la mort de Chris Squire, le nom du groupe Yes est détenu par Jon Anderson, Steve Howe, Chris Squire et Alan White. Du vivant de Squire, lui et Jon étaient d'accord que seul le groupe de Chris porterait ce nom. En 2018 dans une interview, Jon explique que Scotland, l'épouse de Chris, a suggéré que les deux groupes pourraient s'appeler Yes. Jon déclare aussi qu'il n'y a aucun conflit légal entre les deux groupes concernant ce nom.

## Tournées
En avril 2018, le groupe annonce une très longue tournée de 50 dates pour fêter le cinquantième anniversaire de Yes avec des passages à Newcastle, York, au Stone Free Festival de Londres, au Whisky a Go Go, et au Greek Theater de Los Angeles, puis un passage en Amérique du Sud et au Japon pour 2019,.
- An Evening of Yes Music and More Tour – Octobre 2016 à Octobre 2017
- Quintessential Yes: The 50th Anniversary Tour – Juin à Septembre 2018

## Enregistrements
Un album studio est en cours depuis avril 2011, lorsque Anderson et Rabin échangent des idées musicales en ligne en partageant des fichiers musicaux enregistrés chez eux, auxquels Wakeman incorpore ensuite ses propres idées. Anderson décrit leurs nouvelles chansons comme étant « uniques ». Wakeman déclare qu'ils ont un son « très frais, plein de vie, d'énergie et de mélodie ». Toutefois, Rabin ayant besoin de temps avec sa famille et son travail dans les musiques de films, et Wakeman étant devenu trop occupé avec d'autres engagements, ils cessent toute activité pendant quelques mois. Elles reprennent six mois plus tard lorsque Wakeman propose des idées supplémentaires à Anderson. La musique est travaillée progressivement par la suite. En juin 2016, Rabin déclare que le groupe n'a rassemblé que des « morceaux d'idées de chansons », et qu'il pourrait reprendre le tout en trio. Deux mois plus tard, ils ne souhaitent pas jouer leur nouvelle musique lors de leur première tournée, au risque de voir des enregistrements d'audience des nouvelles chansons en ligne pendant qu'ils y travaillent toujours. Selon le site officiel du groupe, un album studio de nouvelles compositions sera disponible quelque au cours de 2020. Anderson révèle une idée qui implique la sortie de la musique en trois phases car certaines d'entre elles peuvent contenir des pièces de longueur étendue.
En juillet 2018, une nouvelle pièce intitulée Fragile est diffusée pendant l'émission de radio Jonesy's Jukebox de Jones Jones sur KLOS-FM à Los Angeles. Elle est basée sur une musique de Trevor Rabin, qu'il a écrite en 2015 pour le générique de fin d'un épisode de la série dramatique Agent X, diffusée à la télévision américaine et pour laquelle il a collaboré à la Bande Sonore.
La tournée An Evening of Yes Music and More, avec Lee Pomeroy à la basse et Lou Molino III à la batterie, commence en octobre 2016 et se poursuit durant l'année 2017 : notamment en juillet, le groupe est tête d'affiche au célèbre festival allemand de rock progressif Night of the Prog. Un CD double live, Yes Featuring Anderson, Rabin, Wakeman - Live at The Apollo, sort en août 2018, retraçant leur performance en 2017 à Manchester. Il existe aussi une version Super De Luxe, 50th Anniversary Live At The Apollo, incluant trois disques vinyles, un DVD et un Blu-Ray avec le son en 5.1.

## La fin du groupe
Le groupe a mis fin à ses activités, comme répondait Trevor Rabin en avril 2020 au magazine Prog qui lui demandait si ARW avait des projets pour l'avenir « Aucun. C'est définitivement fini. Nous avons passé un moment splendide et c'était très amusant, mais maintenant c'est fini. Le problème est que nous vivons tous dans des endroits différents à travers le monde, il est donc si difficile de continuer sur le plan logistique. Je travaillais sur plusieurs idées pour l'album proposé, et je sais que Rick avait quelques réflexions personnelles à ce sujet. Le problème était que chaque fois que nous essayions d'entrer en studio pour les emmener plus loin, nous recevions une autre offre pour une tournée, et nous aimions tellement faire cela que l'album n'avançait jamais ». Rabin, qui travaille maintenant sur un nouvel album solo, a poursuivi en admettant : « « La seule chose que je regrette à propos d'ARW, c'est que nous avons commencé à être identifiés comme Yes featuring Jon Anderson, Trevor Rabin & Rick Wakeman. Je suis totalement en désaccord avec cela. Nous n'étions pas Yes, et je ne pense pas que nous devions utiliser ce nom. Nous étions ARW et étions seuls à cet égard. Il n'a jamais été nécessaire d'essayer de dire aux gens qui nous étions en empruntant cette voie. Je crois qu'en tant que groupe, nous avons été remarqués pour la façon dont nous avons joué ensemble, pas à travers un nom de groupe. » Trevor Rabin a ajouté que lorsqu'il a rejoint Yes pour la première fois en 1982, il était bien conscient de la façon dont la guitare offre un espace unique dans la musique du groupe: « De toute évidence, c'est un son significatif de Yes dans toutes les configurations - que ce soit Peter Banks, ou moi-même ou Steve Howe - la guitare a toujours joué un rôle majeur dans Yes. Et cela doit toujours être quelque chose d'un peu bizarre et un peu différent. »

## Discographie

### Single
- 2018 : Fragile

### Album
- 2018 : Live At The Apollo

#### CD 1
1. Intro/Cinema/Perpetual Change
2. Hold On
3. I’ve Seen All Good People : (I) Your Move (II) All Good People
4. Lift Me Up
5. And You And I : (I) Cord Of Life (II) Eclipse (III) The Preacher, The Teacher (IV) Apocolypse
6. Rhythm Of Love
7. Heart Of The Sunrise

#### CD 2
1. Changes
2. Long Distance Runaround/The Fish (Schindleria Praematurus)
3. Awaken
4. Make It Easy/Owner Of A Lonely Heart
5. Roundabout

#### Coffret
Super De Luxe, 50th Anniversary Live At The Apollo - Incluant 3 disques vinyle, un DVD et un Blu-Ray avec le son en 5.1. 

## Membres
- Jon Anderson - chant, guitare acoustique, harpe, percussions
- Trevor Rabin - guitares acoustique et électrique, chant, chœurs
- Rick Wakeman - claviers
- Lee Pomeroy - basse, chœurs
- Iain Hornal - basse, chœurs (pour la tournée au Japon en 2017 et en Europe en 2018)
- Lou Molino III - batterie

## Chronologie
Chronologie des trois membres dans Yes, ABWH et ARW